# Carlos V de Maine

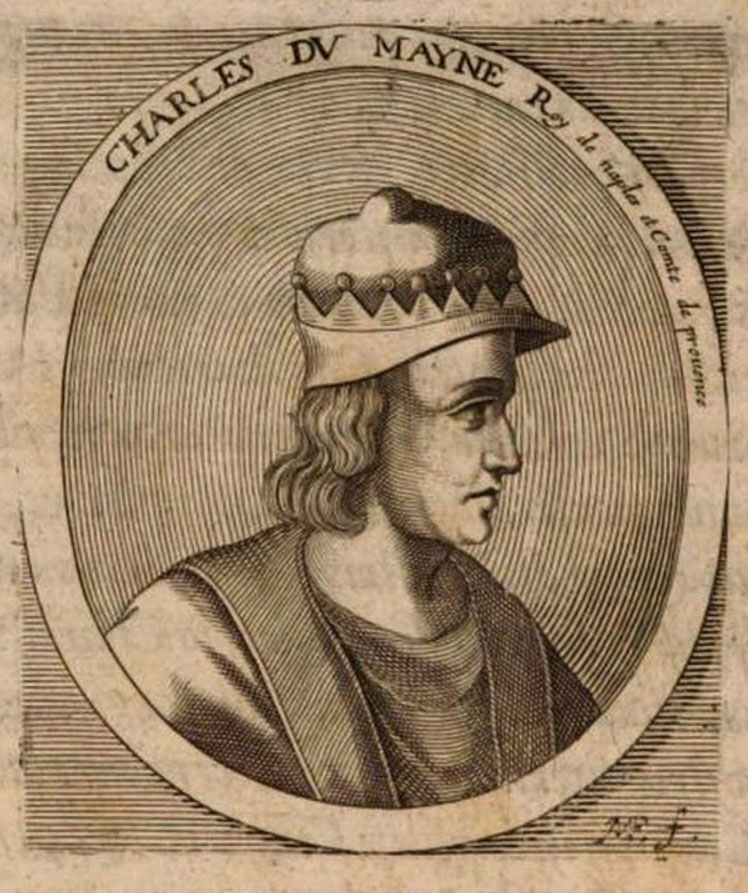
Carlos V

Carlos V de Maine (1446-1481) fue Conde de Maine, Guisa, Mortain y Gien, Vizconde de Châtellerault (1472-1481), Duque de Calabria (1473-1480), Vizconde de Martigné (1473-1481), Rey titular de Nápoles y Conde de Provenza (1480-1481). Hijo de Carlos IV de Maine y de Isabel de Luxemburgo, y por lo tanto nieto de Luis II de Anjou, conde de Provenza y rey de Nápoles, y de  Violante de Aragón. A la muerte de su padre en 1472 heredó los títulos adyacentes al título principal de conde-duque de Anjou. En la numeración del ducado de Anjou a menudo se le presenta como  'Carlos V'  frente a  'Carlos IV'  más correcto. En 1474 se casó con Juana de Lorena, hija de Violante de Anjou, y por tanto nieta de Renato. De este matrimonio no hubo descendencia.
Tras la muerte de su tío, Renato I de Nápoles en 1480 le sucedió como quinto duque de Anjou y como conde de Provenza, el título recayó en Carlos, ya que en ese año Renato de Anjou sólo tenía una única hija superviviente, Violante, que había recibido ya el  condado de Bar y el ducado de Lorena. Pero a cambio del Condado de Beaufort-en-Vallée, Mirabeau, Sablé y La Roche-Guyon, renunció al título de Duque de Anjou, que pasó al patrimonio de la Corona francesa.
Al morir sin descendencia en 1481 todos sus dominios y títulos, entre ellos el condado de Provenza y el ya intercambiado título de Duque de Anjou, así como los derechos dinásticos al trono napolitano, conquistado a Renato por Alfonso V de Aragón, pasaron a su primo el rey de Francia  Luis XI, quedando integrados a la Corona francesa.